# Конвой JW-56B
Конвой JW-56B — арктический конвой времён Второй мировой войны.  Был отправлен в СССР из Лох-Ю 22 января 1944 года со стратегическими грузами и военной техникой из США, Канады и Великобритании.

## Состав
В состав конвоя входило 17 транспортов. Прикрытие состояло из группы ближнего прикрытия (два эсминца и три корвета), группы океанского прикрытия из семи эсминцев (флагман — HMS Milne (G14)) и группы дальнего прикрытия в составе двух тяжёлых крейсеров — Berwick и Bermuda.

## Противодействие
В Баренцевом море против конвоя действовала группа из 15 подлодок с кодовым названием Werewolf. В эсминец «Харди» попала акустическая торпеда; был оставлен экипажем и затоплен. Эсминцы Whitehall и Meteor (1914) потопили подводную лодку U-314.

## Результат
Транспорты потерь не имели. 1 февраля мурманская группа конвоя в составе десяти транспортов под эскортом вошла в Кольский залив. 3 февраля беломорская группа прибыла на Северодвинский рейд.